# Санин, Игорь Александрович
Игорь Алекса́ндрович Са́нин (род. 7 ноября 1939) — советский и российский художник. Работает в технике акварели, графики. Член Союза художников России с 1977 года. Заслуженный художник Российской Федерации (2007). Государственный стипендиат Министерства культуры РФ (2005). Почётный деятель культуры города Омска (2009).

## Биография
Родился 7 ноября 1939 в Омске. Отец Санин Александр Степанович — ветеран Великой Отечественной войны, защитник Брестской крепости, основатель ДХШ № 1 (Детская художественная школа) г. Омска. Мать — Санина Маргарита Константиновна.
В 1963 году окончил Свердловское художественное училище, художественно-педагогическое отделение.
В 1971 году окончил Московский полиграфический институт, факультет художественно-технического оформления печатной продукции.
В 1971—1973 — учился в экспериментальной студии художественного проектирования под руководством Розенблюма Евгения Абрамовича (Москва).
С 1975 года живёт и работает в Омске. Преподаёт в ДХШ № 1 г. Омска.
В 1970—1980 годах занимался художественным проектированием среды, плакатом, промграфикой, рекламой.
В 2013 году в честь художника и его семьи ДХШ № 1 Омска было присвоено имя Саниных.

## Творчество
Основная техника, в которой работает Санин, — акварель. На начальном этапе творческого пути эта техника долго не давалась художнику.
Основной стиль работ художника — пейзаж. Объектами внимания Санина являются природа Прииртышья, небольшие города и сибирские деревни.
Самые известные работы Санина: «Холодная осень», «Разбуженная деревня», «Рождественское утро», «Башкирские камни», «На север», «Игры с бумагами», «Северная деревня».
Также Санин работал художником-оформителем на омском телевидении (Омское отделение ВГТРК) и иллюстратором книг.

## Награды
- 2005 — Победитель выставки-конкурса «Художник года — 2005» на лучшее произведение в номинации «графика» за работу «Северная деревня».
- 2005 — Лауреат премии губернатора Омской области «За заслуги в развитии культуры и искусства» имени народного художника России Кондратия Петровича Белова.
- 2008 — Лауреат X региональной выставки: «Сибирь».